# جيراردو بيروديا
جيراردو بيروديا (بالإسبانية: Gerardo García Berodia)‏ (6 يونيو 1981 بمدريد في إسبانيا - ) هو لاعب كرة قدم إسباني في مركز جناح ‏. لعب مع بونفيرادينا ونادي خورخي ويلسترمان ونادي سان سباستيان دي لوس رييس ونادي سمورة ونادي كونكينسي ونادي لوغو ونادي ليغانيس ونادي نابالكارنيرو وريال سوسيداد ديبورتيفا الكالا وCD El Álamo ‏ وDAV Santa Ana ‏ وCA Pinto ‏.

## وصلات خارجية
- جيراردو بيروديا على موقع قاعدة بيانات كرة القدم.إي يو (الإنجليزية)
- جيراردو بيروديا على موقع Soccerway.com (الإنجليزية)